# 住宅保証支援機構
一般財団法人住宅保証支援機構（じゅうたくほしょうしえんきこう、英: Foundation for Housing of Warranty）は、東京都新宿区に本部を置く法人。元国土交通省所管。1982年、財団法人住宅保証機構として設立され、2012年4月、住宅瑕疵担保責任保険、住宅性能保証に係る業務等を住宅保証機構株式会社に譲渡した。2013年7月1日付けで一般財団法人へ移行し、法人名称を一般財団法人住宅保証支援機構に改称した。

## 事業内容
- 住宅瑕疵担保責任の履行の確保に関する制度、住宅完成保証制度等及びこれに関する住宅の瑕疵、保証、保険、評価、検査等に係る調査研究
- 住宅瑕疵担保責任の履行の確保に関する制度、住宅完成保証制度等及びこれに関する住宅の瑕疵、保証、保険、評価、検査等に関する情報の消費者、住宅関連事業者等への提供
- 中小住宅建設業者等の住宅瑕疵担保責任の履行確保の支援の業務

## 沿革

### 一般財団法人住宅保証支援機構
- 1980年 - 任意団体として「性能保証住宅登録機構」が発足。「住宅性能保証制度」を創設（当初は新築戸建住宅のみを対象）。
- 1982年 - 「財団法人性能保証住宅登録機構」を設立し、財団法人化。
- 1999年 - 「財団法人住宅保証機構」に名称変更。
- 2000年 - 住宅の品質確保の促進等に関する法律が施行。
- 2008年 - 国土交通大臣より特定住宅瑕疵担保責任の履行の確保等に関する法律(住宅瑕疵担保履行法)に基づく住宅瑕疵担保責任保険法人に指定される。
- 2010年3月9日 - 「事業仕分け第2弾」において、仕分け対象枠の公益法人に選定された。
- 2012年2月2日 - 業務廃止の申請[1]。
- 2012年4月2日 - 住宅保証機構株式会社に保険等の業務を譲渡し、同業務を廃止。
- 2013年7月1日付けで一般財団法人へ移行し、法人名称を一般財団法人住宅保証支援機構に改称。

### 住宅保証機構株式会社
- 2011年5月24日 - 損害保険会社など複数の法人が出資し、「住宅保証機構株式会社」を設立[3]。設立時の代表者は、羽生洋治財団法人住宅保証機構前理事長）。
- 2012年2月2日 - 住宅瑕疵担保責任保険法人の指定の申請[1]。
- 2012年4月2日 - 財団法人住宅保証機構から事業譲渡を受け、業務開始。住宅瑕疵担保責任保険法人に指定。